# Eodrepanus coopei
Eodrepanus coopei là một loài bọ cánh cứng trong họ Bọ hung (Scarabaeidae).